# Olsen-banda

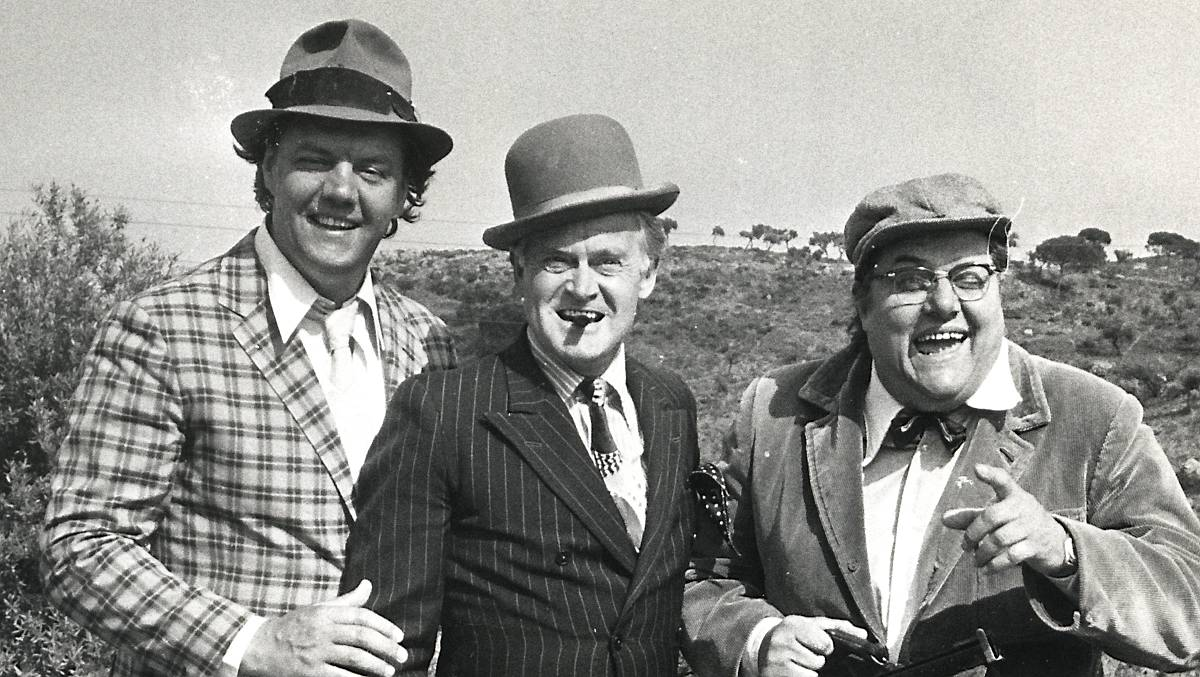
Az Olsen-banda (balról: Benny – Morten Grunwald), Egon – Ove Sprogøe) és Kjeld – Poul Bundgaard) tagjai Az Olsen-banda boldogul 1974-es mallorcai forgatásán

Az Olsen-banda (dánul és norvégül Olsenbanden) egy dán vígjátéksorozatban szereplő bűnözőcsoport neve. Az összesen 14 részből álló filmsorozat Magyarországon, az egykori NDK-ban és Lengyelországban is igen népszerűvé vált. Egyes részeit Magyarországon is vetítették, Norvégiában és Svédországban pedig újraforgatták a sorozatot Olsenbanden, illetve Jönssonligan címmel, ám ezek csupán közepes utánzatai az eredetinek. A brand sikerét jelzi, hogy készült rajzfilmváltozata is (Olsen Banden på dybt vand, 2013),  az "ifjúsági tagozatot" is megfilmesítették sorozatban (Olsen Banden Junior), de készült tévésorozat, a vígjáték történetét (Historien om Olsen Banden) feltáró műsor stb.

## A sorozat bemutatása
Az egyes filmek önálló epizódok, amelyek három megrögzött bűnöző, Egon (Ove Sprogøe), Benny (Morten Grunwald) és Kjeld (Poul Bundgaard) kalandjait mutatják be.
A cselekmény helyszíne többnyire Koppenhága 1960/70-es évekbeli belvárosa, azon belül hol a koppenhágai városháza toronyórája, hol a dán Kereskedelmi Bank széfterme, vagy éppen a repülőtér, a kikötő stb.
A történet(ek) középpontja, hogy Egon, aki a banda vezére, egyben a rendőrség által is elismerten az ország legjobb kasszafúrója, a mechanikus széfek szakértője, mindegyiket ki tudja nyitni. Börtönbüntetése alatt megtervezi az évszázad bűnügyét, majd szabadulása után ő és két kisstílű társa, Benny és Kjeld nekilátnak végrehajtani az általában zseniálisan megkoreografált rablást. Ám az akció a kezdeti siker után valami előre nem látható apróság miatt szinte mindig kudarcba fullad. Legtöbbször egy kisebb bűntényt is végrehajtanak, hogy tőkét szerezzenek a nagy rabláshoz, amely kitűnően sikerül, ám a "főmű" létrehozása rendre meghiúsul. 
A végtelenül szellemes, kacagtató mozzanatok, a groteszk helyzetek igazi szórakozást nyújtanak, amihez nagyban hozzájárul a kiváló színészi munka és a zene (ill. a kiváló magyar szinkron). Egon első hallásra összefüggéstelen kelléklistákat ad meg, amelyen jelentéktelen tárgyi apróságok vagy épp komoly gépek, robbanószerek stb. szerepelnek, ám a végén minden megleli helyét az akcióban. 
A sorozat egyfajta társadalomkritikát is megfogalmaz, lévén a rablások nagymértékben épülnek a "jóléti társadalom" haszonélvezőinek renyheségére, a nyárspolgárok beidegződéseire. A bandavezér ezt használja ki (pl. a kamerával ellátott riasztórendszert azzal hatástalanítják, hogy a dán királynő fényképét csippentik a lencse elé, mire a diszpécser majd' elolvad örömében, hogy a jóságos uralkodó tölti be a képernyőt, és mindenről megfeledkezik). Egon Olsen nagymértékben kihasználja az emberi természet fonák oldalait, a rigolyákat, ami számos abszurd helyzetkomikumot eredményez. Pl. a becserkészendő helyszín portásának őrkutyáját túlérett sajttal távolítják el: ventilátorral behajtják a szagot; gazdája a büdösség okát kutyájában véli megtalálni, és ennek okán kiutasítja az őrzendő területről. A szolgálatot ellátó sósan szereti a rántottát, ám azt Olsenék eltávolítják a sótartóból, ennek nyomán az őr bemegy a vezérigazgatói szobába, mert legközelebb ott juthat hozzá a vacsorakellékhez, a banda pedig követi és beoson a szigorúan őrzött helyiségbe. A rendőrség is tesze-tosza, a fontoskodó felügyelők legtöbbször nem tudnák elkapni Olsent, ám valami banális hiba folytán önmagát buktatja le, vagy a megbízó (a báró!) tesz keresztbe.
Az epizódok elején a börtönből szabaduló Egon szinte minden rész végén vissza is tér oda. Két társa egy alkalom kivételével mindig megússza a börtönt.
Egon minden részben összeveszik Bennyvel vagy Kjelddel, vagy mindkettőjükkel, de – általában egy életmentő akció után – mindig ki is békülnek.
Az egyes epizódok „mondakör”-jellegét erősíti nem csak az állandó szereplői gárda, hanem az is, hogy a szereplők valamennyi részben ugyanazokat a ruhákat viselik, így Egon szürke keménykalapot, csíkos sötét öltönyt, szájában szivart; Benny kockás zakót, rózsaszín inget és a sárga zokniját látni engedő, rövid szárú nadrágot; Kjeld pedig kordbársony zakót, kék inget fehér gallérral és simléderes sapkát. A banda minden esetben egy szétesés határán lévő öreg Chevrolettel jár. Az örök ellenlábas, a kissé ütődött Jensen főfelügyelő is végig ugyanabban a ruhában tűnik fel: kiskockás zakót és puha szövetkalapot visel.
Az első részt 1968-ban forgatták, és eredetileg nem tervezték a sorozatgyártást. A film (Olsenbanden – Olsen bandája) olyannyira népszerű lett Dániában, hogy már a következő évben elkészült a folytatás, attól kezdve szinte évente mutatták be az újabb filmeket, 1981-ig 13 rész készült el. Az utolsó, 14. részt 17 év szünet után, afféle jutalomjátékként forgatták, ekkor a Kjeldet játszó Poul Bundgaard már valóban mozgássérült volt, és a forgatás alatt halt meg. 
A folyton majrézó, neje előtt folyton meghunyászkodó, örök papucsférj Kjeld idegesítően ostoba feleségét játszó Kirsten Walther (1933–1987) korai haláláig az összes részben feltűnt. Karaktere egyfajta paródiája a tisztes háziasszony típusának, gyakran a megtestesült kispolgári (családi) boldogságon túl nyújtózó nagyravágyása sodorja bajba a bandát. Rikítóan ízléstelen ruhái, olcsó ékszerei, bornírt pedantériája pontos lenyomatát adják az 1970-es évek nyugati jóléti pangásnak, a "retró" lakberendezési kultúrával megfejelve (az operatőrök, díszlet- és jelmeztervezők, berendezők is kiváló munkát végeztek). Ő az, aki maximálisan meg akar felelni a társadalmi elvárásoknak, akár a bűnözés árán is. Idővel a házaspár gyereke is a banda tagja lesz, sőt, idővel még magát a bandavezért is lepipálja...

## Szereplők

### Dánia
- Ove Sprogøe (1919-2004) – Egon Olsen – Egon mindig valami rosszban töri a fejét, még akkor is, amikor éppen aktuális börtönbüntetését tölti a legutóbbi sikertelen akciója után.
- Morten Grunwald (1934–2018)[6]- Benny Frandsen – A nyúlánk Benny Egon eszesebb segítőtársa. Egon mellett a sorozat másik nőtlen tagja (bár időnként felbukkant Ulla nevű barátnője).
- Poul Bundgaard (1922-1998) – Kjeld Jensen – A kövér Kjeld volt a banda egyetlen házas tagja, felesége, Yvonne meg is keserítette jó párszor a banda életét.
- Kirsten Walther (1933–1987) – Yvonne Jensen – Kjeld felesége
- Jes Holtsø (* 1956) – Børge Jensen – Kjeld fia
- Preben Kaas (1930–1981) – Dynamite Harry – Benny iszákos, robbantási specialista unokatestvére
- Axel Strøbye (1928–2005) – Jensen főfelügyelő
- Ole Ernst (1940–2013) – Holm felügyelő

### Norvégia
- Arve Opsahl – Egon Olsen
- Sverre Holm – Benny Fransen
- Carsten Byhring – Kjell Jensen
- Aud Schønemann – Valborg Jensen
- Willie Hoel – Hansen, kocsmáros
- Ove Verner – Biffen Hansen
- Pål Johannessen – Basse Jensen (8 filmben jelenik meg)
- Sverre Wilberg – Hermansen rendőrségi főigazgató
- Øivind Blunck és Oddbjørn Hesjevoll – Holm rendőrfelügyelő
- Harald Heide-Steen Jr. – Dynamite-Harry

## Dán epizódok
Magyar és eredeti címmel, valamint a dániai bemutatás évszámával:
1. Olsen bandája (Olsen-Banden, 1968)
2. Az Olsen-banda pácban (Olsen-Banden på spanden, 1969)
3. Az Olsen-banda nagyban játszik (Olsen-Banden i Jylland, 1971)
4. Az Olsen-banda nagy fogása (Olsen-Bandens store kup, 1972)
5. Olsen tervez, a banda végez (Olsen-Banden går amok, 1973)
6. Az Olsen-banda boldogul (Olsen-Bandens sidste bedrifter, 1974)
7. Az Olsen-banda sínre kerül (Olsen-Banden på sporet, 1975)
8. Az Olsen-banda bosszúja (Olsen-Banden ser rødt, 1976)
9. Az Olsen-banda újra akcióban (Olsen-Banden deruda´, 1977)
10. Az Olsen-banda hadba száll (Olsen-Banden går i krig, 1978)
11. Az Olsen-banda nem adja fel (Olsen-Banden overggiver sig aldrig, 1979)
12. Az Olsen-banda veszi az akadályt (Olsen-Banden flugt over plankeværket, 1981)
13. Az Olsen-banda olajra lép (Olsen-Banden over alle bjerge, 1981)
14. Az Olsen-banda legutolsó küldetése (Olsen-Bandens sidste stik, 1998)
15. Az Olsen-banda – Előkelő körökben (Olsen-banden på de bonede gulve) 2010 – animációs film
16. Az Olsen-banda nyakig zűrben (Olsen-banden på dybt vand) 2013 – animációs film

## Norvég epizódok
Norvégiában más szereplőkkel forgatták le a sorozatot.
1. Olsenbanden Operasjon Egon (1969)
2. Olsenbanden og Dynamitt-Harry (1970)
3. Olsenbanden tar gull (1972)
4. Olsenbanden og Dynamitt-Harry går amok (1973)
5. Olsenbanden møter Kongen og Knekten (1974)
6. Olsenbandens siste bedrifter (1975)
7. Olsenbanden for full musikk (1976)
8. Olsenbanden og Dynamitt-på sporet Harry (1977)
9. Olsenbanden og Data-Sprenger verdensbanken Harry (1978)
10. Olsenbanden mot høyder Nye (1979)
11. Olsenbanden gir seg aldri (1981)
12. Olsenbandens Aller siste kupp (1982)
13. ...men Olsenbanden var ikke død (1984)
14. Olsenbandens siste stikk (1999)

## Elhíresült mondatok
- Egon: Van egy tervem
- Egon: Nyámnyila, pipogya alakok!

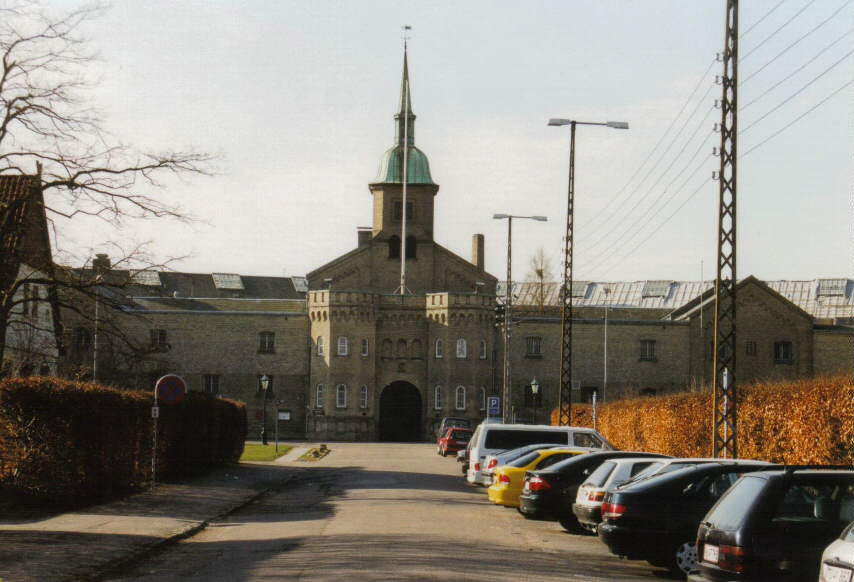
A börtön Albertslundban

- Egon: Nyavalyás amatőrök, idióták!
- Benny: Ez piszok jó, Egon!
- Kjeld: És ez veszélyes?
- Kjeld: És most mi lesz?
- Yvonne: Na tessék, már itt is a rendőrség!
- Yvonne: Millió dolgunk van!

## Zene
A sorozat zenéjét Bent Fabric (Bent Fabricius-Bjerre, 1924–2020) szerezte. Mindegyik epizód a dixieland-hangszerelésű főtémával kezdődik és azzal is fejeződik be (ti. amikor Egon kijön, ill. visszaviszik/visszamegy a börtönbe). 
- A főcímzene témája, szólózongora[7]
- Az 1968-as, első rész intrója[8]
- Bent Fabricius-Bjerre: Olsen Banden (Official Audio), szvinges hangszerelés[9]
- Olsen Banden. Soundtrack Preview (ízelítő a filmzene 3 CD-t tartalmazó kiadásából)[10]

## Érdekesség
Egon Olsen a legtöbb film elején a valójában is létező koppenhágai Vridsløselille börtönből jön ki, majd a filmek végén többnyire oda is tér vissza. A börtön előtti utcát később Egon Olsen Vej névre nevezték át.